# Голл, Ромен
Ромен Тьерри Мари Голл (англ. Romain Thierry Marie Gall; род. 31 января 1995, Париж, Франция) — американский футболист французского происхождения, полузащитник клуба «Мальмё».
Голл родился во Франции. В возрасте 7 лет он вместе с семьёй переехал в США. В 15 лет он получил гражданство.

## Клубная карьера
Ромен — воспитанник «Ди Си Юнайтед», «Реал Солт-Лейк» и французского «Лорьяна». 7 августа 2014 года Голл подписал свой первый профессиональный контракт с клубом «Коламбус Крю». 23 августа в матче против «Хьюстон Динамо» он дебютировал в MLS. 9 июля 2015 года для получения игровой практики Ромен на правах аренды перешёл в «Остин Ацтекс». 12 июля в матче против «Реал Монаркс» он дебютировал в USL. 6 сентября в поединке против «Сиэтл Саундерс 2» Голл забил свой первый гол за «ацтеков». 12 февраля 2016 года, во время предсезонного сбора, «Коламбус Крю» отчислил Голла.
31 марта 2016 года Голл подписал контракт с клубом третьего дивизиона Швеции «Нючёпинг». 16 апреля в матче против «Васалунда» он дебютировал за новую команду. Через неделю в поединке против «Вестероса» Ромен забил свой первый гол за «Нючёпинг».
В начале 2017 года Голл присоединился к клубу «Сундсвалль», подписав трёхлетний контракт. 2 апреля в матче против «АФК Эскильстуна» он дебютировал в Аллсвенскане. 24 сентября в поединке против «Йёнчёпингс Сёдра» Ромен забил свой первый гол за «Сундсвалль».
Летом 2018 года Голл перешёл в «Мальмё», подписав контракт до 2022 года. 1 апреля 2020 года он был отдан в аренду клубу чемпионата Норвегии «Стабек» до конца года. 26 августа 2020 года он отправился в аренду в «Эребру» до конца года. 30 марта 2021 года он вновь отправился в аренду в «Эребру» до конца сезона. 4 августа 2021 года он вернулся в «Мальмё», после того как его аренда в «Эребру» была завершена досрочно.

## Международная карьера
В 2015 году Ромен был включён в заявку сборной США до 20 лет на участие в чемпионата КОНКАКАФ среди молодёжных команд на Ямайке. На турнире он сыграл в матчах против молодёжных команд Гватемалы, Арубы, Ямайки, Сальвадора и Тринидада и Тобаго. В поединках против ямайцев и арубцев Голл сделал «дубль» и «хет-трик». По итогам соревнований он вместе Ирвингом Лосано стал лучшим бомбардиром турнира.
6 ноября 2018 года Голл был вызван в сборную США на товарищеские матчи со сборными Англии и Италии. За американскую сборную он дебютировал в матче с Италией 20 ноября, выйдя на замену на 83-й минуте вместо Кристиана Пулишича.

## Достижения
Индивидуальные
- Лучший бомбардир чемпионата КОНКАКАФ среди молодёжных команд — 2015